# Isocopris inhiatus
Isocopris inhiatus är en skalbaggsart som beskrevs av Ernst Friedrich Germar 1824. Isocopris inhiatus ingår i släktet Isocopris och familjen bladhorningar. Inga underarter finns listade i Catalogue of Life.